# Таимба
Таимба — упразднённый посёлок в Эвенкийском районе Красноярского края.

## География
Посёлок был расположен в 446 км к югу от посёлка Тура и в 37 км к востоку от посёлка Ошарово. Стоял на реке Подкаменная Тунгуска.

## История
Совместно с посёлком Ошарово на уровне муниципального устройства образовывал сельского поселения посёлок Ошарово и до 2011 года на уровне административно-территориального устройства входил в Ошаровский сельсовет.
До 2002 года согласно Закону об административно-территориальном устройстве Эвенкийского автономного округа — село.
В 2017 году посёлок был упразднён в связи с отсутствием населения.

## Население
| 2010 |
| ---- |
| 0    |